# Picón
Picón é um município da Espanha na província de Ciudad Real, comunidade autónoma de Castilla-La Mancha, de área 59,57 km² com população de 734 habitantes (2006) e densidade populacional de 11,18 hab/km².

## Demografia
| Variação demográfica do município entre 1991 e 2004 | Variação demográfica do município entre 1991 e 2004 | Variação demográfica do município entre 1991 e 2004 | Variação demográfica do município entre 1991 e 2004 |
| --------------------------------------------------- | --------------------------------------------------- | --------------------------------------------------- | --------------------------------------------------- |
| 1991                                                | 1996                                                | 2001                                                | 2004                                                |
| 623                                                 | 647                                                 | 657                                                 | 661                                                 |